# Crazycastle
Crazycastle（クレイジー・キャッスル）は沖縄県出身の4人組「エンタメ集団」。

## 概要
「エンタメ集団」と銘打たれており、活動は演奏にとどまらない。「マイナビ 閃光ライオット2024 produced by SCHOOL OF LOCK!」に出演した際には、楽器の周りに電飾を付けて光らせ、演奏前に踊りを披露している。一見、安い「ウケ狙い」とも取られかねないが、演奏内容は「沖縄の風を感じる」と評されている。
5人のメンバー全員が歌とコーラスに参加できることも強みとして指摘されている。

## メンバー
メンバー構成は以下の4人組である。
- Risa - ギター、ボーカル
- Tsubasa - ドラム、ボーカル
- Tadaaki - ベース、ボーカル
- KARIN - キーボード

## 経歴
沖縄県那覇市の私立興南中学校・高等学校は中高一貫校で、5人は中学1年からの同級生である。
中学2年時に、学校行事の「3年生を送る会」で、軽音楽部の顧問教諭と一緒に組んだバンドが前身となる。個々人の演奏歴はさらに長く（以下の年数は2024年時点）Risaはギターを6年間、KARINはピアノを15年間、Tsubasaはピアノを14年間やっており、Tadaakiは小学校5年時からデスクトップミュージック(DTM)を行っている。
2024年4月に開催されたORANGE RANGE主催ライブ「テレビズナイト024」に出演。 
ラジオ番組『SCHOOL OF LOCK!』とソニー・ミュージックエンタテインメントが主催する「マイナビ閃光ライオット2024」のファイナリスト10組に残ったことで着目された。